# Підземне сховище газу Лаб-4
Підземне сховище газу Лаб-4 – об’єкт нафтогазової інфраструктури Словаччини. 
Сховище, яке належить компанії Pozagas, стало до ладу у 1997 році. Його створили на основі виснаженого родовища у покладах, що залягають на глибинах від 620 до 1050 метрів. Станом на 2019 рік об’єм ПСГ становив 655 млн м3.  
Технічно можливий добовий відбір складає 6,85 млн м3 при такому ж добовому рівні закачування. Мінімальний та максимальний тиск у сховищі коливається від 4 до 13,5 МПа.
ПСГ розташоване неподалік району, де газопровід «Братство» розгалужується на чеську та австрійську гілки (остання, зокрема, надає доступ до найбільшого газоторгівельного майданчика Східної Європи у Баумгартені). 
Можливо також відзначити, що поряд зі сховищем компанії Pozagas розташований в кілька разів більший комплекс компанії NAFTA.